# ゼーバルト・ベーハム
ゼーバルト・ベーハム（Sebald Beham、Hans Sebald Behamとも、1500年 - 1550年11月22日）はドイツの版画家である。ニュルンベルクやフランクフルトなどで働き、宗教や神話を題材にした版画や、寓意的な版画を多く出版した。

## 生涯
ニュルンベルクで生まれた。弟に、後にバイエルン公ヴィルヘルム4世らの宮廷画家となり、肖像画家として有名になるバーテル・ベーハム(Barthel Beham: c.1502-1540)がいる。ゼーバルト・ベーハムの版画作品に残されたモノグラムから、ハンス・ゼーバルト・ベーハムと呼ばれることもあるが、その由来は不明である。その作品のスタイルから弟とともにアルブレヒト・デューラーの弟子であったと推定されている。 
ドイツ農民戦争などの宗教的対立の混乱の後の1525年にベーハム兄弟は画家、版画家のゲオルク・ペンツとともに、無神論的な作品を出版したとして裁判にかけられ、ニュルンベルク追放の判決を受けた。追放の処分は後に許され1528年にニュルンベルクに戻るが、1529年に再び、卑猥な作品を出版した嫌疑をかれられたので、ニュルンベルクを逃れ、ミュンヘンに移った。1530年と1531年の間はマインツのアルブレヒト枢機卿(Albrecht von Brandenburg)らから注文を受けて仕事をした。1532年頃、フランクフルトに移り、1540年にフランクフルト市民の資格を得て、亡くなるまでフランクフルトで活動し、多数の版画、聖書などの出版物の挿絵を制作した。

## 作品

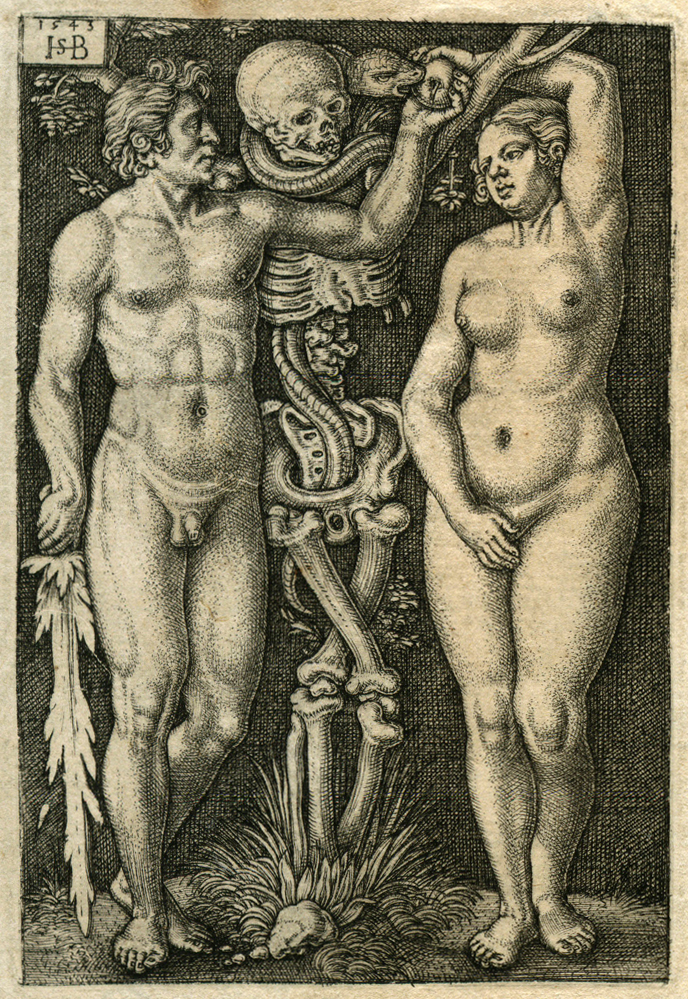
アダムとイブ　(1543)
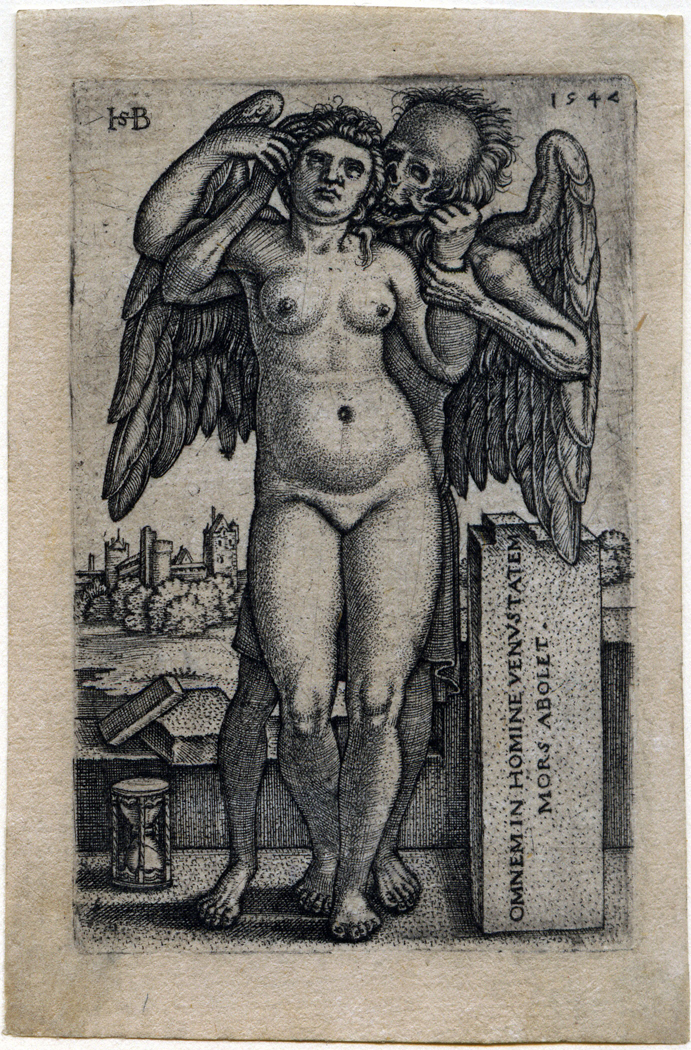
死とヌード
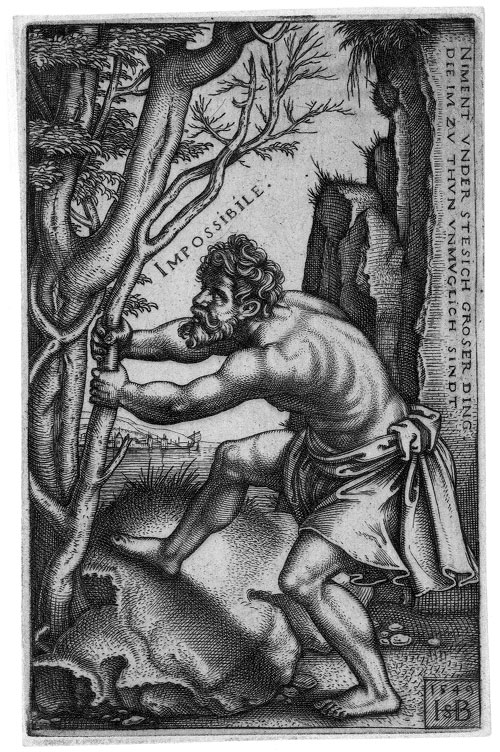
(1549)
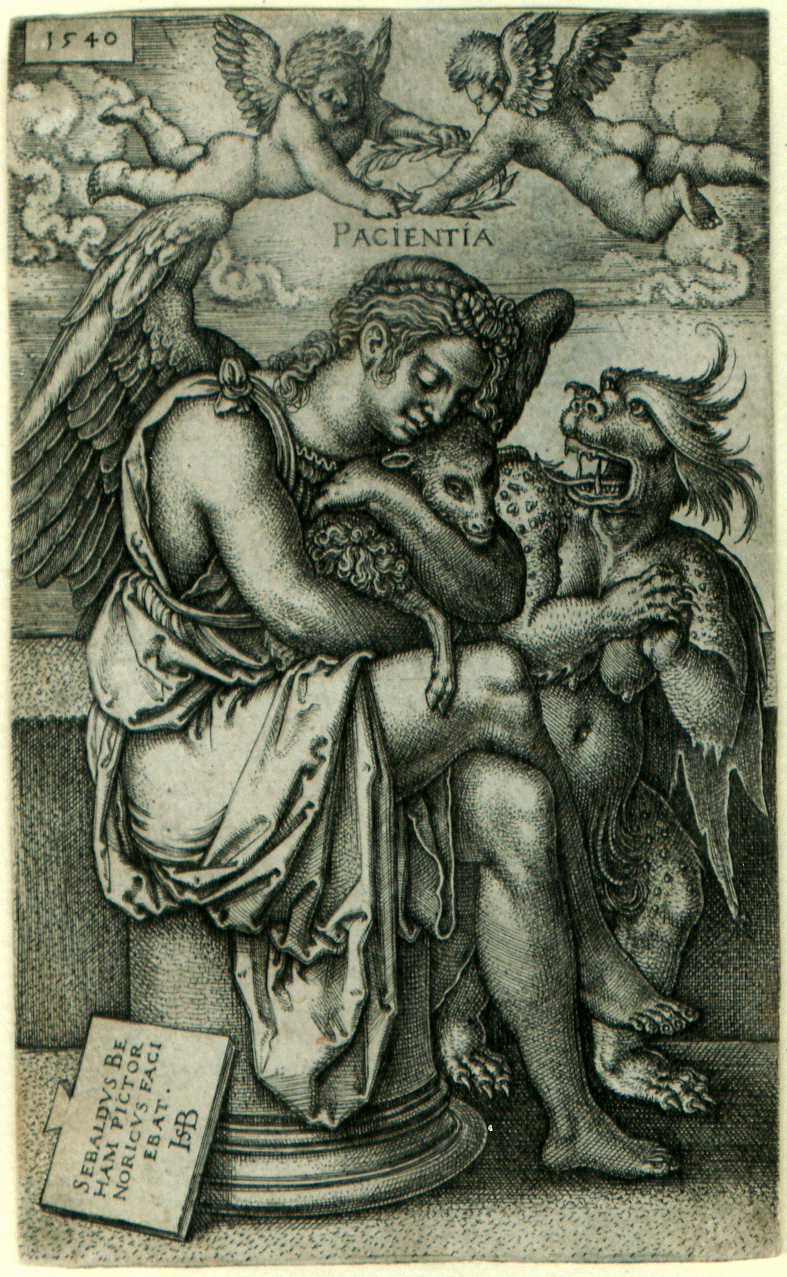

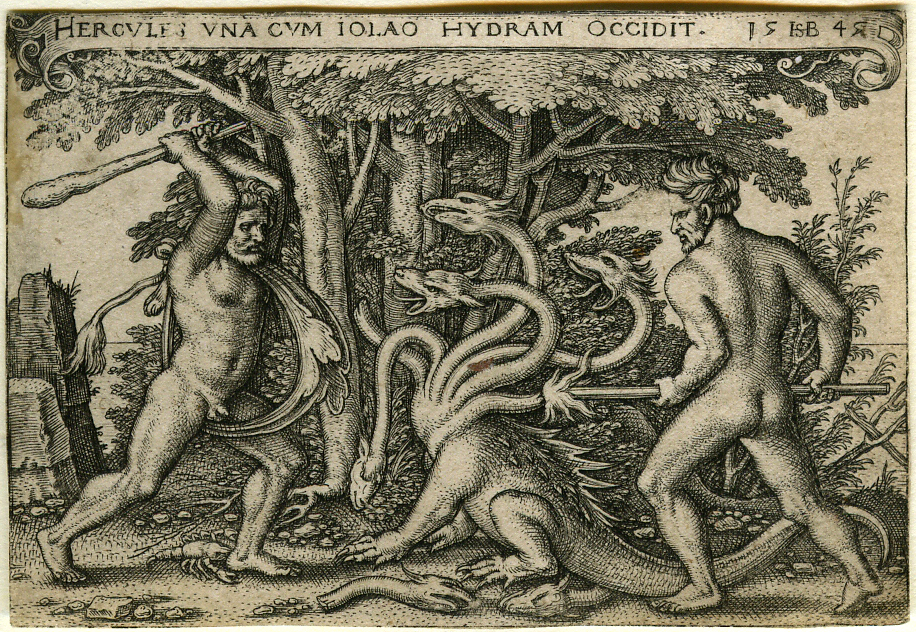
ヒュドラーを殺すヘラクレス(1545)
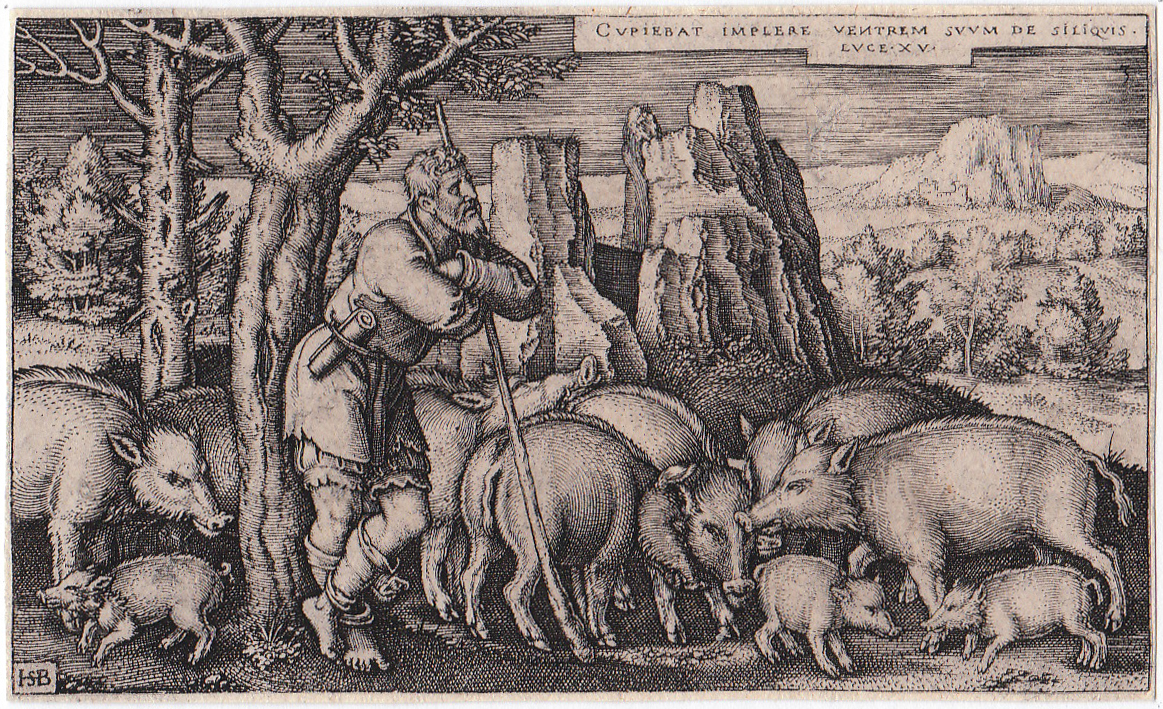
「放蕩息子のたとえ話」の挿絵
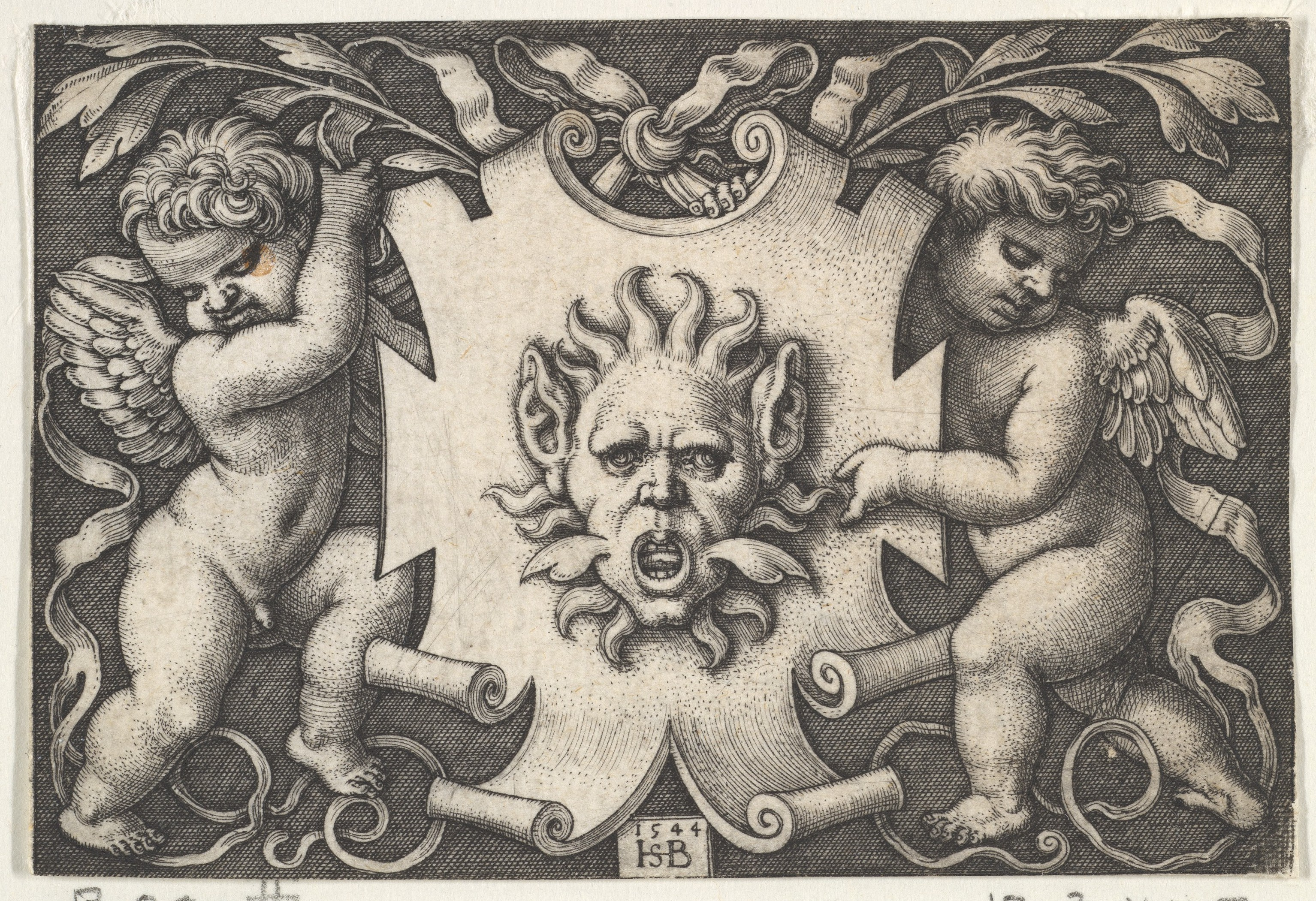